# Master Série Collection - Maxime Le Forestier
Albums de Maxime Le Forestier
After Shave Né quelque part
Maxime Le Forestier, « Master Série Collection » est une compilation de titres de Maxime Le Forestier éditée par Master Série et sortie en 1987. Elle a été rééditée en 1989 avec deux titres supplémentaires.

## Album 1987
| No  | Titre                            | Durée |
| --- | -------------------------------- | ----- |
| 1.  | Février de cette année-là        |       |
| 2.  | Mon frère                        |       |
| 3.  | Dialogue                         |       |
| 4.  | La Chanson du jongleur           |       |
| 5.  | Amis                             |       |
| 6.  | Comme un arbre                   |       |
| 7.  | Saltimbanque                     |       |
| 8.  | Sage                             |       |
| 9.  | Je veux quitter ce monde heureux |       |
| 10. | San Francisco                    |       |
| 11. | Mauve                            |       |
| 12. | Fontenay-aux-Roses               |       |
| 13. | Éducation sentimentale           |       |
| 14. | Les Jours meilleurs              |       |

## Réédition 1989
2 titres ont été rajoutés, Là où et La Rouille
| No  | Titre                            | Durée |
| --- | -------------------------------- | ----- |
| 1.  | Février de cette année la        |       |
| 2.  | Mon frère                        |       |
| 3.  | Dialogue                         |       |
| 4.  | La Chanson du jongleur           |       |
| 5.  | Amis                             |       |
| 6.  | Comme un arbre                   |       |
| 7.  | Là où                            |       |
| 8.  | Saltimbanque                     |       |
| 9.  | Sage                             |       |
| 10. | Je veux quitter ce monde heureux |       |
| 11. | San Francisco                    |       |
| 12. | Mauve                            |       |
| 13. | Fontenay-aux-Roses               |       |
| 14. | La Rouille                       |       |
| 15. | Éducation sentimentale           |       |
| 16. | Les Jours meilleurs              |       |